# Municipio de Morgan (condado de Ashtabula)
El municipio de Morgan (en inglés: Morgan Township) es un municipio ubicado en el condado de Ashtabula en el estado estadounidense de Ohio. En el año 2010 tenía una población de 2170 habitantes y una densidad poblacional de 34,61 personas por km².

## Geografía
El municipio de Morgan se encuentra ubicado en las coordenadas 41°40′42″N 80°51′33″O / 41.67833, -80.85917. Según la Oficina del Censo de los Estados Unidos, el municipio tiene una superficie total de 62.71 km², de la cual 61,88 km² corresponden a tierra firme y (1,32 %) 0,83 km² es agua.

## Demografía
Según el censo de 2010,  había 2170 personas residiendo en el municipio de Morgan. La densidad de población era de 34,61 hab./km². De los 2170 habitantes, el municipio de Morgan estaba compuesto por el 97,19 % blancos, el 1,8 % eran afroamericanos, el 0,23 % eran amerindios, el 0,18 % eran asiáticos y el 0,6 % eran de una mezcla de razas. Del total de la población, el 0,51 % eran hispanos o latinos de cualquier raza.